# Journée mondiale du rock

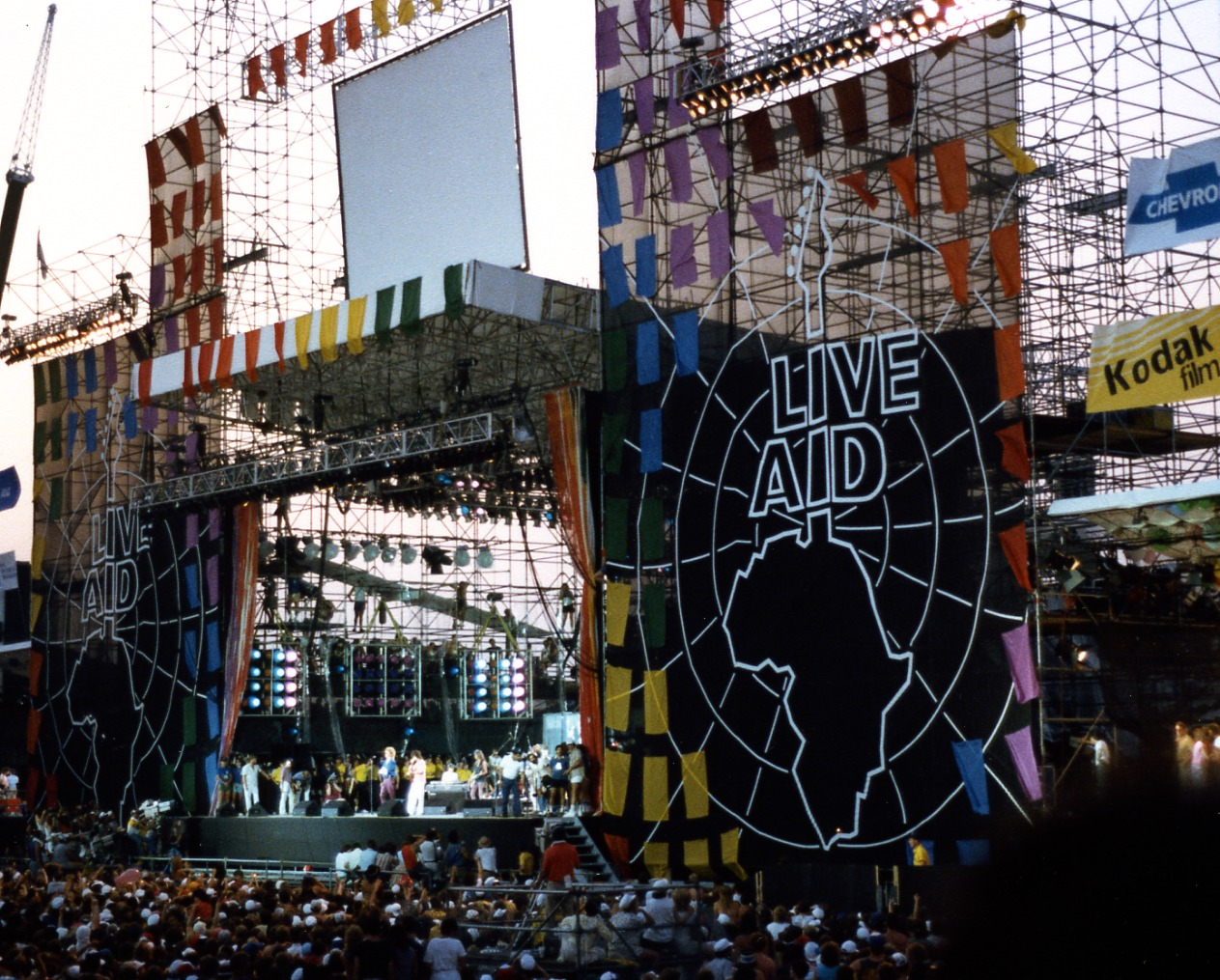
Vue du John F. Kennedy Stadium à Philadelphie, l'une des scènes du Live Aid, le 13 juillet 1985.

La Journée mondiale du rock (portugais : Dia Mundial do Rock) est fêtée annuellement le 13 juillet au  Brésil en l'honneur du rock. Cette date fait allusion au Live Aid, un événement qui s'est déroulé ce jour-là en 1985. Cette célébration fait référence à un souhait exprimé par Phil Collins, un participant à l'événement, qui voulait que cette journée soit considérée comme la « journée mondiale du rock ». L'événement était également connu pour la présence de grands artistes du genre, tels que Queen, Mick Jagger, Keith Richards, Ronnie Wood, Elton John, Paul McCartney, David Bowie, U2, et Kiss, entre autres.

## Histoire
Le 13 juillet 1985, Bob Geldof organise le Live Aid, un concert simultané à Londres, en Angleterre, et à Philadelphie, aux États-Unis. L'objectif principal est de mettre fin à la famine en Éthiopie. L'événement attire l'intérêt en raison de la présence de nombreux artistes célèbres à l'époque. Parmi les participants figurent The Who, Status Quo, Led Zeppelin, Dire Straits, Madonna, Queen, Joan Baez, David Bowie, B. B. King, Mick Jagger, Sting, Scorpions, U2, Paul McCartney, Phil Collins (qui a joué en ces deux lieux), Eric Clapton et Black Sabbath.

### Au Brésil
Bien qu'elle soit appelée « Journée mondiale du rock », cette date n'est célébrée qu'au Brésil. Elle commence à être célébrée au milieu des années 1990, lorsque deux stations de radio de São Paulo consacrées au rock — 89 FM et 97 FM — commencent à mentionner la date dans leurs programmes. La célébration est largement acceptée par les auditeurs et, en l'espace de quelques années, elle se popularise dans tout le pays. En revanche, la date est totalement ignorée dans le reste du monde.
D'autres pays et localités n'ont pas de date spécifique pour célébrer ce style musical ou ont d'autres dates. Parce qu'il s'agit d'une date arbitraire qui n'est pas célébrée dans d'autres pays, les musicologues contestent ce choix. Ils proposent d'autres dates qui seraient plus significatives pour l'histoire du rock et mériteraient donc d'être la véritable Journée du rock. Il s'agit notamment du 5 juillet, date à laquelle, en 1954, Elvis Presley, accompagné de Scotty Moore (guitare) et  Bill Black (basse), a enregistré une version de That's All Right d'Arthur Crudup, et du 9 février, date à laquelle, en 1964, les Beatles se sont produits pour la première fois aux États-Unis.